# Les Huit péchés capitaux de notre civilisation
Les huit péchés capitaux de notre civilisation  (en allemand : Die acht Todsünden der zivilisierten Menschheit, littéralement « Les huit péchés capitaux de l'humanité civilisée », qu'il estimait « auto-domestiquée et malade » par contraste avec les populations « primitives » restées « saines ») est un texte scientifique populaire de l'éthologue Konrad Lorenz.

## Thématiques
Selon Lorenz, l'humanité contemporaine est en péril en raison de ses huit « péchés capitaux » :
- La surpopulation (par rapport aux ressources)
- La dévastation de l'environnement (source de déséquilibres planétaires)
- La course contre soi-même (le stress du flux tendu économique)
- La mortelle tiédeur (les effets néfastes du confort et de la recherche du risque zéro)
- La dégradation génétique (source de dégénérescence physiologique et de fragilité face aux pathologies)
- La rupture de la tradition (et de la transmission des savoirs)
- La contagion de l'endoctrinement (formatage de la pensée)
- L'armement nucléaire.

## Source bibliographique
- Franz M. Wuketits, Konrad Lorenz. Leben und Werk eines großen Naturforschers, pages 191 et s.